# Miraj (linea primogenita)
Lo Stato di Miraj (linea primogenita) fu uno stato principesco del subcontinente indiano, avente per capitale la città di Miraj. Anticamente uno stato unico con la sua controparte, il Miraj (linea secondogenita), i due stati si separarono nel 1820 e poco più di un secolo dopo, l'8 marzo 1948, entrambi entrarono a far parte dell'Unione Indiana.
Con una superficie di 886 km², lo stato di Miraj era più grande di quello assegnato alla linea secondogenita ed aveva una popolazione nel 1901 era pari a 81.467 individui.
Come lo stato della linea secondogenita, Miraj (linea primogenita) era amministrato come parte dell'Agenzia degli stati del Deccan della Presidenza di Bombay.

## Storia
Il predecessore dei due stati, lo stato di Miraj, venne fondato nel 1750 circa con confini che giungevano quasi fino alla capitale dello stato di Sangli, almeno sino all'arrivo degli inglesi.
Raja Govind Rao Patwardhan, primo regnante di Miraj, iniziò la propria carriera come comandante di cavalleria, distinguendosi in diverse spedizioni contro il Nizam di Hyderabad ed Hyder Ali di Mysore, guadagnandosi la fiducia dei Maratha che aiutò nella conquista dell'India.
Nel 1820, lo stato di Miraj venne diviso tra la linea primogenita e quella secondogenita. Il territorio delle due linee era inframezzato a quello di altri stati principeschi indiani. Durante l'Ottocento, lo stato di Miraj (linea primogenita) divenne noto in India per la preparazione delle sue scuole di medicina oltre che per le accademie di musica che qui avevano sede. Fu inoltre uno dei primi stati principeschi indiani ad elaborare delle corporazioni per i lavoratori.
Lo stato di Miraj (linea primogenita) entrò a far parte del Dominion d'India l'8 marzo 1948 ed è attualmente parte dello stato di Maharashtra.

## Governanti
I regnanti locali appartenevano alla dinastia Patwardhan e portavano il titolo di raja.

### Rao
- 17.. - 1771                Govind Rao                         (m. 1771)
- 1771 - 1775                Vaman Rao                          (m. 1775)
- 1777 - 1782                Harihar Rao                        (n. c.1765 - n. 1782)
- 1782 - 1801                Chintaman Rao                      (n. 1775 - m. 1801)
- 1801 - 1820                Gangadhar Rao

### Dopo la divisione
- 1820 - 1833                Ganpatrao I
- 1833 - 1875                Ganpatrao II "Tatya Sahib Patwardhan"
- 6 giugno 1875 - 1939       Gangadhar Rao II "Bala Sahib Patwardhan"      (n. 1866 - m. 1939) (dal 1 gennaio 1903, Sir Gangadhar Rao II)
- 11 dicembre 1939 – 15 agosto 1947  Narayan Rao "Jatya Sahib Patwardhan"          (n. 1898 - m. 19..)